# Noche (álbum de José Madero)
Noche es el segundo álbum de estudio de José Madero. Fue lanzado el 28 de julio de 2017 y contiene trece canciones.

## Antecedentes
En los últimos meses de 2016, en diversas entrevistas y conferencias de prensa, así como en su podcast Dos Nombres Comunes, José Madero comentó que tenía compuestas las canciones de un próximo álbum en su proyecto solista y que entraría a grabar al estudio durante el primer mes de 2017. Así pues, el proceso de grabación comenzó en enero y finalizó completamente el 1 de febrero del mismo año.
Días después, en un concierto en el Bulldog Café de la Ciudad de México celebrado el 16 de febrero, José Madero revela que el disco se llamará Noche, y que la portada del mismo representará el color negro, para así seguir con su temática de colores. Las letras de este nuevo álbum no poseen un tema en común, y el único hilo conductor sería el que las canciones hablarían de diferentes actividades nocturnas. En cuanto a sonido, el compositor argumenta que vendrá más cargado de guitarras (no distorsionadas) que su antecesor.
Posteriormente, a mediados de abril mediante su cuenta de Facebook, José Madero comparte varios live de la grabación del primer video musical de Noche titulado Noche de brujas.

## Lanzamiento
El lanzamiento oficial fue previsto para el día 28 de julio, sin embargo, a causa de una promoción de preventa en asociación con una tienda de discos, algunas copias del álbum se pudieron conseguir dos días antes.

## Sencillos
El primer sencillo se llamó Noche de brujas y se lanzó oficialmente la madrugada del 9 de junio de 2017. El video está grabado en blanco y negro y pretende, según palabras de Madero, hacer un tributo a las cintas clásicas del terror como Frankenstein, Drácula, entre otras.
El segundo sencillo "MCMLXXX" salió a la luz pública el 8 de septiembre de 2017, mostrando a Madero haciendo un performance de la canción, con la particularidad de que entre el público se encontraban payasos que abuchearon y agredieron al cantante. La idea surgió del gusto del cantante por la novela de terror "It" de Stephen King.
El tercer y último sencillo se estrenó el primero de enero de 2018,el cual se titula "Noche de Baile" en donde podemos ver a Madero enterrándose a sí mismo mientras toca con su guitarra tan melancólica melodía.

## Temática
Contrario al disco anterior, Carmesí, las canciones para esta nueva producción fueron escritas y compuestas por Madero en 2016, a escasos meses de su grabación en el estudio en 2017. Algunas de las canciones hablan sobre temas más oscuros, sin dejar completamente de lado el desamor, que ha sido la constante durante la gran parte de la carrera de José Madero. 
- Noche de Lluvia: En este primer track del disco, Madero hace una analogía entre una noche lluviosa y las críticas que recibe de parte de sus detractores, quienes tratan de frenarlo y a pesar de ello no lo logran. En la frase "Aplauden a la tormenta sin siquiera darse cuenta de que toda esta lluvia es mi ovación", deja en claro que todo lo malo que se dice sobre él, lejos de lastimarlo lo engrandece más.
- Lo Sobrenatural: La canción no habla sobre hechos sobrenaturales, sino sobre las mentiras y los problemas dentro de una relación, las cuales la van entorpeciendo  y desgastando poco a poco.
- MCMLXXX: Narra la historia desde el punto de vista de un hombre que hace ciertos sacrificios para poder estar a lado de la persona que ama, sin embargo, tales esfuerzos son en vano, pues es evidente cierto rechazo por parte de la otra persona, esto causa cierto conflicto en el narrador ya que por más que trata de resignarse e incluso se hacen  presentes ciertos reproches,  aun intenta lograr su objetivo.  En el videoclip lanzado el 7 de septiembre de 2017 a la plataforma YouTube se puede hacer referencia a los detractores que se han hecho presentes en la carrera de Madero, en forma de payasos.
- Grandes Éxitos: El mismo Madero dijo durante el concierto en Naucalli (el cual se regalo el boleto en compra de la preventa del disco) que esta canción era solo un colash de frases: -Muchas personas creen saber lo que significa esta canción, pero quiero confesar el significado. (Risita burlona). Es un escrito de varias frases que tenía en mi mente y que me parecieron chingonas, solo eso- dijo el cantautor.
- El Ser Supremo: En una balada lenta y oscura, Madero trata de explicar el daño y el descontrol que el amor puede provocar en las personas que lo experimentan, vistiéndolo de un "Ser supremo" que es capaz de destruir el corazón.
- Noche de Brujas: Escogida como primer sencillo promocional, es una analogía entre una fiesta de disfraces y la vida, en la que las personas utilizan diversas máscaras para ocultar sus verdaderos sentimientos. El narrador está triste viendo cómo su pareja usa estas máscaras, por lo cual se muestra renuente a estar en la fiesta.
- Una Nueva Identidad: Otra de las canciones con diversas interpretaciones por parte del público, funciona como una secuela de "Noche de Brujas", en la que el que canta está desesperado por adquirir otra identidad para escapar de su entorno y ser alguien más.
- Fantasmas: Alguien conversa con alguna mujer, a quien le hace saber que en su vida ya hay o ha habido muchas personas por lo que le cuesta abrirse. Se sugiere que es alguien que estableció tantas relaciones superficiales que ya no puede hacerlo con alguien a quien considera especial.
- Noche de Baile: Descrita por él mismo como la canción más dolorosa del disco, el narrador empieza a recordar la gran conexión que había entre él y su expareja, especialmente en los momentos donde bailaban y alcanzaban una gran química juntos.
- ¡Esta Noche es la Reunión!: Haciendo en el título clara alusión a los grupos de Alcohólicos Anónimos, la canción trata sobre la atadura que el alcohol puede causar sobre las personas, volviéndolas esclavas. José Madero transforma al alcohol en una mujer sobre la cual varios hombres conversan en un grupo imaginario llamado "El Club de la Reina Veneno Asociación".
- Noche de Discoteque: Con gran melancolía, una persona recuerda como perdió a una mujer entre fiestas nocturnas, y como el beber provoca que la delire y haga alusión al poder hipnótico que ella tiene.
- Sonámbulos: Después de ver cómo un joven entró a asesinar a varios niños en un colegio de Monterrey, Nuevo León; Madero decidió escribir sobre cómo la gente se manifiesta en redes sociales sin sentir real empatía o sin hacer algo para mejorar la situación, gritando en silencio.
- Natt i Stockholm: Escrita por Andreas Östberg (empresario sueco que realiza un podcast con José Madero), la historia narra el amor entre Andreas y su esposa, haciendo alusión a que "es de noche en Estocolmo, pero es de día en Monterrey". Con la letra en sueco, es la primera vez que José incluye una canción en otro idioma en algún material propio.

## Lista de canciones
Todas las canciones escritas y compuestas por José Madero, excepto donde se indica. 
| N.º | Título                                           | Duración |  |
| 1.  | «Noche de Lluvia»                                | 2:26     |  |
| 2.  | «Lo sobrenatural»                                | 2:57     |  |
| 3.  | «MCMLXXX»                                        | 4:19     |  |
| 4.  | «Grandes Éxitos»                                 | 3:48     |  |
| 5.  | «El Ser Supremo»                                 | 4:01     |  |
| 6.  | «Noche de Brujas»                                | 4:27     |  |
| 7.  | «Una Nueva Identidad»                            | 3:33     |  |
| 8.  | «Fantasmas»                                      | 3:28     |  |
| 9.  | «Noche de Baile»                                 | 3:34     |  |
| 10. | «¡Esta Noche es la Reunión!»                     | 4:25     |  |
| 11. | «Noche de Discoteque»                            | 4:51     |  |
| 12. | «Sonámbulos»                                     | 3:46     |  |
| 13. | «Natt i Stockholm» (escrita por Andreas Östberg) | 3:54     |  |

## Personal
- José Madero - Voces, guitarras, armónica, mandolina
- Rodrigo Monfort "Bucho" - Teclados
- Flip Tamez - Guitarra
- Alan Robles - Guitarra eléctrica
- Edgar Lozano - Guitarra eléctrica
- Germán Gallardo - Guitarra eléctrica
- Andrés Zablah - Bajo
- Ricardo Trujillo Muela - Bajo
- Pablo González Sarre - Contrabajo
- Gerardo Arizpe - Batería
- Ana Karen Lazcano - Cello
- Pavel Cal - Mandolin
- Paloma Moreno - Violín
- Pedro Fundora - Violín
- Stefan Darakchiev - Viola
- Jaime Cavazos - Masterización
- Gil Elguezabal - Mezcla
- Eugenio Rosales - Trombón
- Pablo Martinez - Trompeta

## Posicionamiento en listas
| México | Top 20 Album | 1 |

| México | Top 100 México | 34 |

## Gira "Una Noche con José Madero"
La gira de conciertos para promocionar el disco comenzó a principios de noviembre del 2017, extendiéndose hasta 2018, con conciertos en diversas ciudades de México, Sudamérica y Estados Unidos. Antes de dar inicio a la gira oficial de Noche, José Madero ofreció dos conciertos en el Estado de México a modo de presentación del disco, en los cuales se tocaron exclusivamente las 13 canciones del álbum. Ambos conciertos se realizaron el día 12 de agosto de 2017 en el Foro Felipe Villanueva del Parque Naucalli, y los boletos para asistir se obtenían al adquirir Noche en preventa, como parte de una promoción con una tienda departamental.
| Fecha                    | Ciudad           | País           | Lugar                                        | Concepto                                                 |
| ------------------------ | ---------------- | -------------- | -------------------------------------------- | -------------------------------------------------------- |
| 30 de septiembre de 2017 | Saltillo         | México         | Explanada del Parque de las Maravillas       | Festival Bej-Chéel                                       |
| 3 de noviembre de 2017   | Guadalajara      | México         | Teatro Diana                                 | Una Noche con José Madero                                |
| 4 de noviembre de 2017   | León             | México         | EBC                                          | Una Noche con José Madero                                |
| 17 de noviembre de 2017  | Querétaro        | México         | La Glotonería                                | Una Noche con José Madero                                |
| 18 de noviembre de 2017  | Toluca           | México         | Teatro Morelos                               | Una Noche con José Madero                                |
| 1 de diciembre de 2017   | Ciudad de México | México         | Teatro Metropólitan                          | Una Noche con José Madero                                |
| 7 de diciembre de 2017   | Cancún           | México         | Hard Rock Café                               | Una Noche con José Madero                                |
| 8 de diciembre de 2017   | Mérida           | México         | Más de 30                                    | Una Noche con José Madero                                |
| 9 de diciembre de 2017   | Cholula, Puebla  | México         | Cholula                                      | Festival Catrina                                         |
| 16 de diciembre de 2017  | Tampico          | México         | Gimnasio Multidisciplinario UAT              | Una Noche con José Madero                                |
| 26 de enero de 2018      | Monterrey        | México         | Auditorio Pabellón M                         | Una Noche con José Madero                                |
| 16 de febrero de 2018    | Pachuca          | México         | Teatro San Francisco                         | Una Noche con José Madero                                |
| 17 de febrero de 2018    | Morelia          | México         | Salón Arena                                  | Una Noche con José Madero                                |
| 10 de marzo de 2018      | Ciudad Juárez    | México         | Parque El Chemizal                           | Festival Tecate Supremo                                  |
| 15 de marzo de 2018      | Hermosillo       | México         | Expo Forum                                   | Concierto Con Todo Amor (Amor 92.3)                      |
| 17 de marzo de 2018      | Tijuana          | México         | Black Box                                    | Una Noche con José Madero                                |
| 5 de abril de 2018       | Santiago         | Chile          | Teatro Cariola                               | Una Noche con José Madero                                |
| 7 de abril de 2018       | Cochabamba       | Bolivia        | Grand Salon Hotel Cochabamba                 | Una Noche con José Madero                                |
| 14 de abril de 2018      | Ciudad de México | México         | Pepsi Center WTC                             | Ébano y Marfil                                           |
| 19 de mayo de 2018       | Saltillo         | México         | Terrenos de la Feria de Saltillo             | Fósil Rock Fest                                          |
| 31 de mayo de 2018       | Chicago          | Estados Unidos | House of Blues                               | Una Noche con José Madero                                |
| 1 de junio de 2018       | Dallas           | Estados Unidos | House of Blues                               | Una Noche con José Madero                                |
| 2 de junio de 2018       | Houston          | Estados Unidos | House of Blues                               | Una Noche con José Madero                                |
| 3 de junio de 2018       | San Antonio      | Estados Unidos | The Aztec Theatre                            | Una Noche con José Madero                                |
| 7 de junio de 2018       | San Diego        | Estados Unidos | House of Blues                               | Una Noche con José Madero                                |
| 10 de junio de 2018      | Anaheim          | Estados Unidos | House of Blues                               | Una Noche con José Madero                                |
| 17 de agosto de 2018     | Cholula, Puebla  | México         | Sala Forum                                   | Una Noche con José Madero                                |
| 25 de agosto de 2018     | Pachuca          | México         | Instalaciones de la Feria                    | Pachuca Rock Fest                                        |
| 1 de septiembre de 2018  | Ciudad de México | México         | Deportivo Las Lomas                          | Gira Nomadx                                              |
| 8 de septiembre de 2018  | Mérida           | México         | Centro Internacional de Congresos de Yucatán | Gira Nomadx                                              |
| 6 de octubre de 2018     | Culiacán         | México         | Álamo Grande                                 | 8 Music Fest                                             |
| 3 de noviembre de 2018   | McAllen          | Estados Unidos | McAllen Performing Arts Center               | Una Noche con José Madero                                |
| 4 de noviembre de 2018   | Monterrey        | México         | Explanada de los Héroes                      | Nuevo León Suena - Festival Internacional de Santa Lucía |
| 24 de noviembre de 2018  | Torreón          | México         | Baktún                                       | True Fest                                                |
| 7 de diciembre de 2018   | San Luis Potosí  | México         | Instituto Potosino de la Juventud            | Premio Estatal de la Juventud                            |
| 8 de diciembre de 2018   | Aguascalientes   | México         | Sala Madero                                  | Una Noche con José Madero                                |
| 9 de diciembre de 2018   | Zacatecas        | México         | La Reina                                     | Una Noche con José Madero                                |
| 14 de diciembre de 2018  | Tlaxcala         | México         | LiverPub Apizaco                             | Una Noche con José Madero                                |
| 15 de diciembre de 2018  | Ciudad de México | México         | El Cantoral                                  | José Madero en concierto                                 |
| 16 de diciembre de 2018  | Ciudad de México | México         | El Cantoral                                  | José Madero en concierto                                 |